# Raúl Iglesias Rodríguez
Raúl Iglesias (Pasaia, 21 de novembre de 1974) és un exfutbolista basc, que jugà de porter.

## Trajectòria
Després de militar en modestos equips bascos com el Don Bosco i l'Añorga, el 1994 s'incorpora a la Reial Societat, per guardar la porteria del filial. Dos anys més tard puja al primer equip com a suplent d'Alberto, però tan sols hi disputa un partit.
En busca d'oportunitats, a mitjans de la temporada 97/98 marxa al CD Toledo, on juga cinc partits entre aquesta i la següent campanya. A mitges també de la temporada 98/99 hi recala al Farense portugués, i després al Mérida.
Posteriorment, la seua carrera es va decantar per equips menors, com l'AD Ceuta, el Madeira, també portugués, el Conquense o el San Fernando.